# Onderzetter

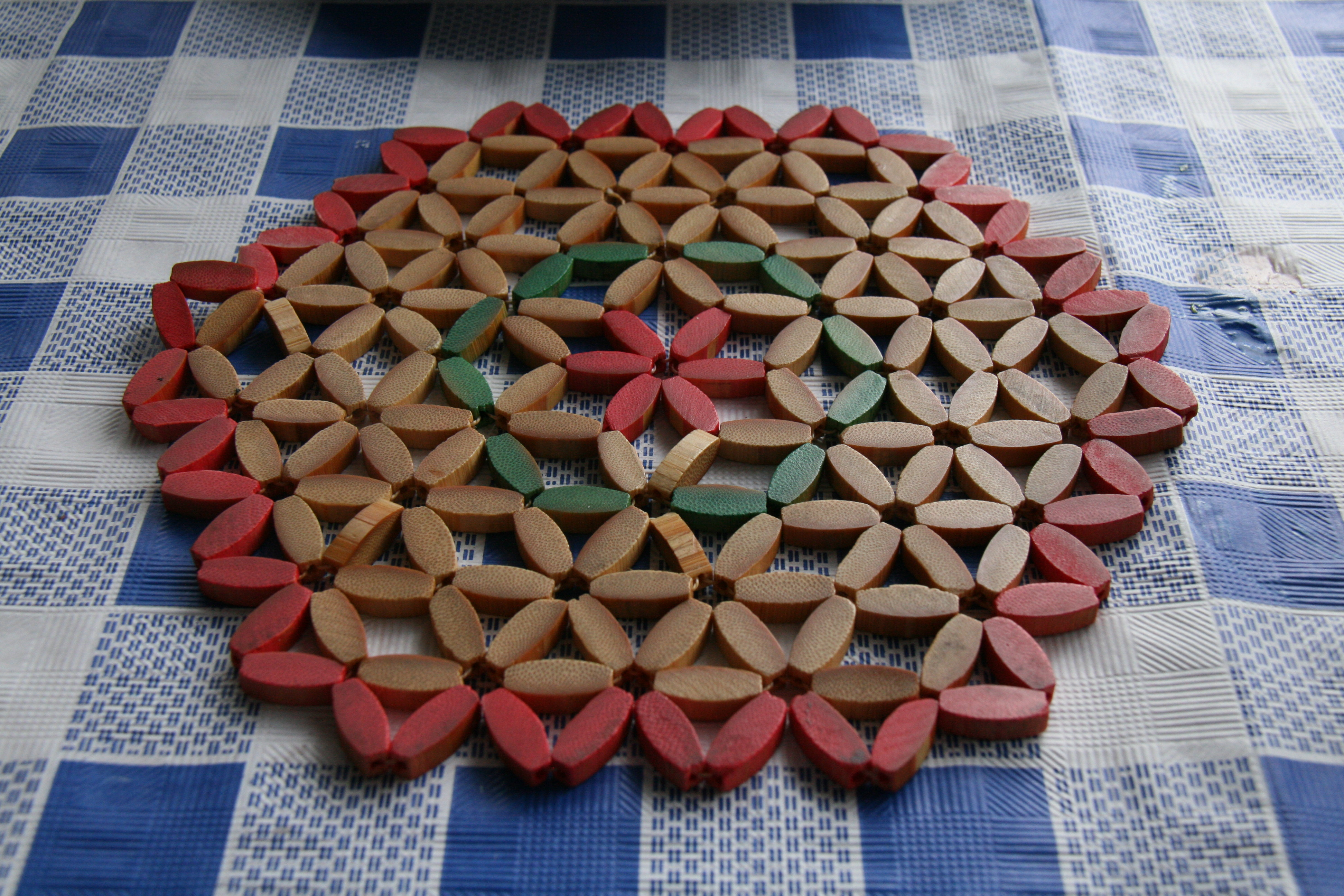
Onderzetter

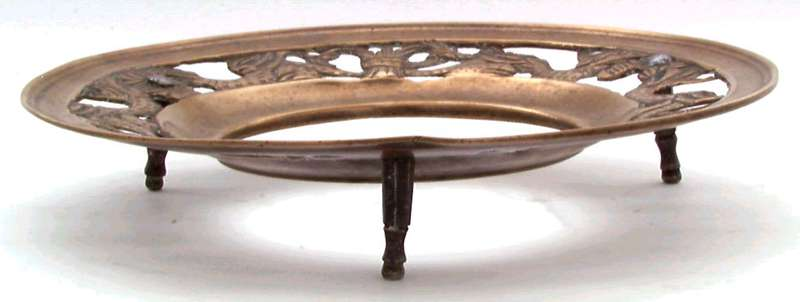
Een koperen treeft

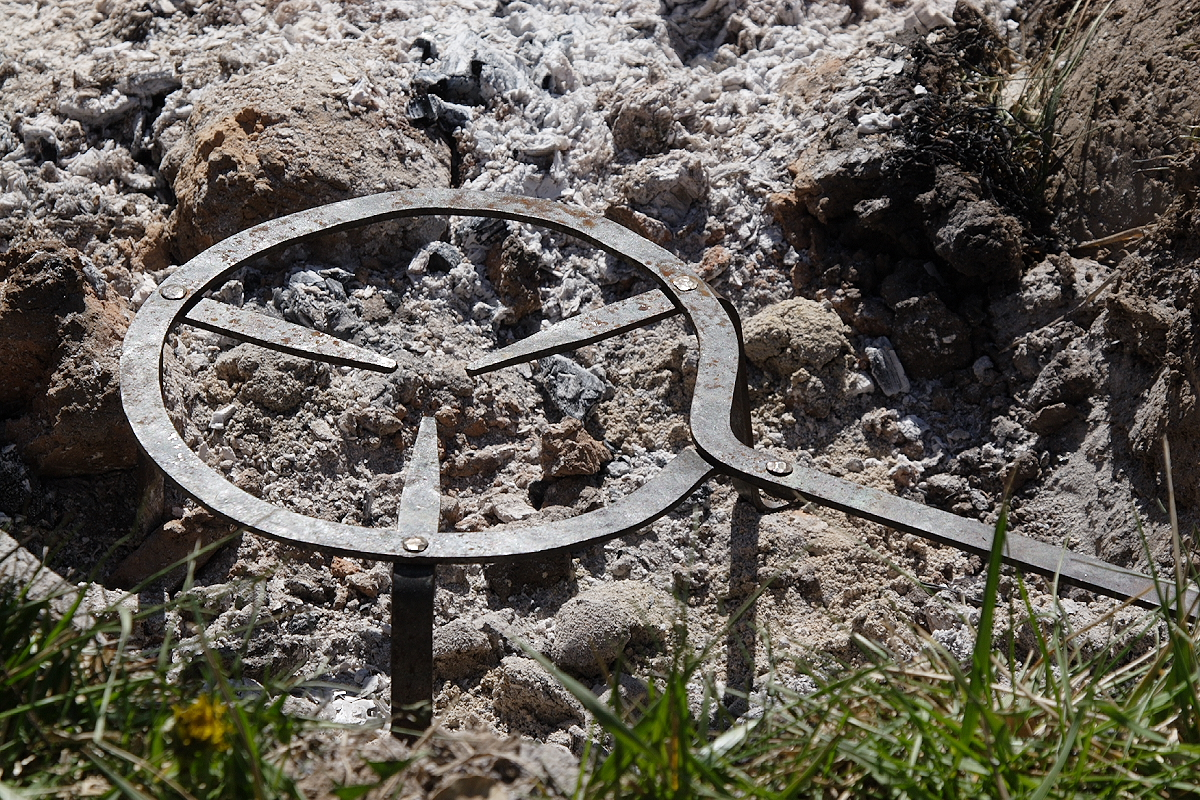
Een ijzeren treeft

Een onderzetter is een voorwerp dat onder een warme pan wordt geplaatst, om de tafel, het tafelkleed of het aanrecht tegen de hitte van de pan te beschermen.
Een variant daarop is een treeft als onderzetter. Dat is een vanouds van ijzer, of ook koper, gemaakte onderzetter, bijvoorbeeld een ring op drie poten met een handvat, om pannen boven een vuur te zetten of om een heet strijkijzer op weg te zetten.
In oostnederlands dialect is er de variant “treef” of “treefje”, mogelijk afgeleid van treeft.
Onderzetters van de eerste betekenis zijn vaak rond of vierkant, maar andere vormen komen ook voor. Soms zijn ze gemaakt van metalen draadwerk, of van gietijzer. Dan hebben ze veelal pootjes zodat de pan niet te dicht op de tafel staat. Andere uitvoeringen zijn van kunststof, keramiek, kurk of hout. Deze zijn doorgaans zonder pootjes. Onderleggertjes van bewerkt katoen of linnen worden veelal met hun Engelse naam doily aangeduid.
Onderzetters zoals bierviltjes worden gebruikt om glazen op te zetten zodat er geen vlekken of krassen op de tafel komen.